# Dalier Hinojosa
Dalier Hinojosa Hernández (né le 10 février 1986 à l'Île de la Jeunesse, Cuba) est un lanceur droitier qui a joué pour les Red Sox de Boston et les Phillies de Philadelphie dans la Ligue majeure de baseball entre 2015 et 2016.

## Carrière

### Cuba
Dalier Hinojosa est lanceur partant pour les Indios de Guantánamo de la Serie Nacional cubaine de 2005 à 2012. En 8 saisons et 119 matchs dans son pays natal, il affiche une moyenne de points mérités de 4,29 en 646 manches et un tiers lancées, avec 41 victoires et 37 défaites. L'une de ses meilleures saisons est celle de 2011-2012 avec 115 retraits sur des prises et une moyenne de points mérités de 3,40 en 121 manches et deux tiers lancées pour Guantánamo.
Il participe à plusieurs compétitions internationales avec l'Équipe de Cuba de baseball. Il est surtout connu pour avoir lancé un match parfait de 7 manches en août 2010 contre le Sri Lanka au Championnat du monde de baseball universitaire à Tokyo, puis pour avoir moins de 3 mois plus tard lancé 5 manches parfaites contre l'équipe de Hong Kong à la Coupe intercontinentale de baseball 2010 présentée à Taïwan. 
Avec la sélection cubaine, Hinojosa participe aux Jeux panaméricains de 2011 au Mexique, à la Coupe du monde de baseball 2011 à Porto Rico, au Tournoi World Port de 2011 et à la Haarlem Baseball Week de 2012 aux Pays-Bas.
Dalier Hinojosa fait défection de Cuba en février 2013.

### Ligue majeure de baseball
En octobre 2013, il signe un contrat des ligues mineures avec les Red Sox de Boston de la Ligue majeure de baseball et touche une prime à la signature de 4 millions de dollars US. Assigné aux Red Sox de Pawtucket, le club-école de niveau AAA de la franchise bostonnaise, et converti en lanceur de relève, Hinojosa retire en moyenne 9,5 adversaires sur des prises par match au cours d'une saison 2014 où il maintient une moyenne de points mérités de 3,79 en 61 manches et deux tiers lancées. Mais il éprouve des difficultés à contrôler ses lancers : il accorde aussi 33 buts-sur-balles en 2014. 
Rappelé des mineures après un mois de jeu en 2015, il fait le 3 mai ses débuts dans le baseball majeur pour les Red Sox de Boston. Il lance une manche et deux tiers en relève sans accorder de point aux Yankees de New York dans cette première sortie. Il retire sur des prises le premier frappeur qu'il affronte, Alex Rodriguez, et limite les dégâts malgré 3 buts-sur-balles accordés et un frappeur atteint. C'est sa seule sortie pour Boston. 
Le 15 juillet 2015, il est réclamé au ballottage par les Phillies de Philadelphie. En 23 manches lancées pour Philadelphie en 2015, et 24 manches et deux tiers au total pour la saison, Hinojosa n'accorde que deux points mérités pour une moyenne de points mérités d'à peine 0,73.